# Paul Iribe

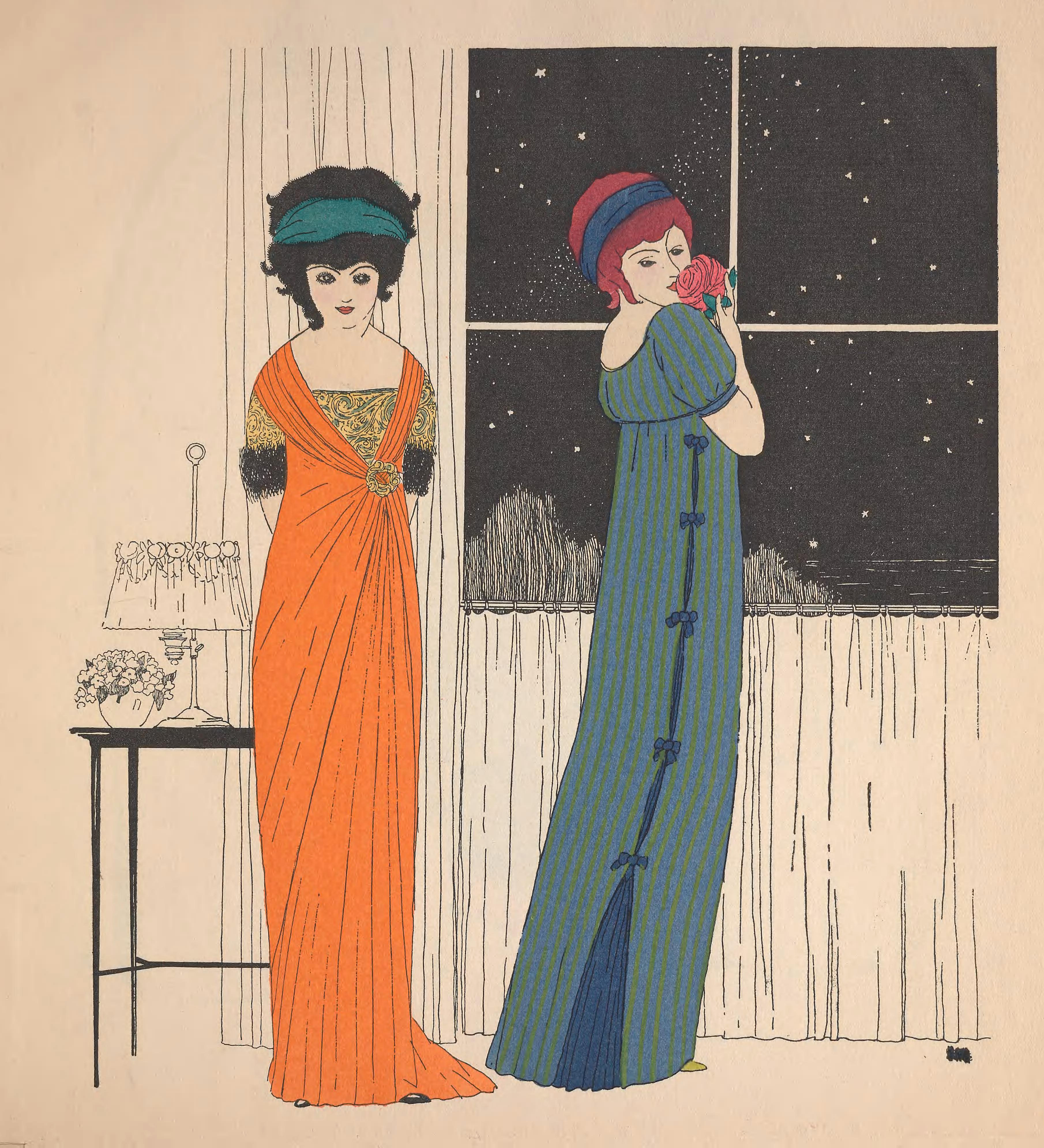
Illustrazione di Paul Iribe, I vestiti di Paul Poiret

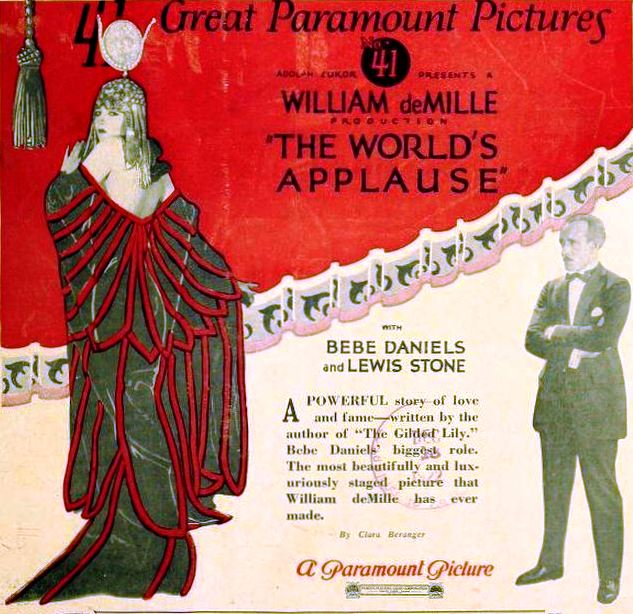
The World's Applause, poster del film (1923) - scene e costumi di Paul Iribe

Paul Iribe (Angoulême, 8 giugno 1883 – Roccabruna-Capo Martino, 21 settembre 1935) è stato un designer, costumista, scenografo, illustratore e giornalista francese.

## Biografia
Nato ad Angoulême, di origini basche, Paul Iribe crebbe e studiò a Parigi. Dal 1908 al 1910 frequentò la Scuola di Belle Arti e il collegio Rollin. Nei primi anni venti diventò apprendista stampatore a Le Temps. A partire dal 1900 presentò decine di illustrazioni e caricature ai giornali satirici francesi, da L'Assiette au Beurre a La Baïonnette, per la quale illustra numerose affiches presenti nelle pagine centrali della rivista, tra le più importanti del periodo. 
La sua produzione fu abbondante: suoi testi e illustrazioni furono pubblicati su Vogue e altre riviste di moda, come la Gazette du Bon Ton, per la quale disegnava i modelli degli abiti di sarti famosi, come Paul Poiret. Disegnò anche tessuti, mobili, tappeti e altri arredi d'interno destinati a un pubblico facoltoso.
Iribe fece parte di un gruppo di disegnatori di talento che comprendeva George Barbier, Georges Lepape, Gerda Wegener, George Martin e Pierre Brissaud. Il loro stile moderno, anticipatore dell'Art déco, fu influenzato dai movimenti artistici d'avanguardia, che innovarono anche il disegno di mode. Nel 1915 Iribe si recò a Hollywood per lavorare nel campo cinematografico, dove collaborò soprattutto con Cecil B. DeMille: nel 1923 firmò le scenografie de I dieci comandamenti

## Filmografia
La filmografia è completa

### Scenografo
- Paying the Piper, regia di George Fitzmaurice - architetto scenografo (1921)
- Fragilità, sei femmina! (The Affairs of Anatol), regia di Cecil B. DeMille - architetto-scenografo (1921)
- I dieci comandamenti (The Ten Commandments), regia di Cecil B. DeMille - architetto-scenografo (1923)
- Anime nel turbine (Feet of Clay), regia di Cecil B. DeMille - architetto-scenografo con Norman Bel Geddes (1924)
- The World's Applause, regia di William C. deMille - scenografie set (1923)
- Il letto d'oro (The Golden Bed), regia di Cecil B. DeMille - architetto scenografo (1925)
- La strega di York (The Road to Yesterday), regia di Cecil B. DeMille - architetto-scenografo (1925)
- Le Roi des aulnes, regia di Marie-Louise Iribe - scenografo (1930)

### Costumista
- Maschio e femmina (Male and Female), regia di Cecil B. DeMille (1919)
- Fragilità, sei femmina! (The Affairs of Anatol), regia di Cecil B. DeMille (1921)
- La corsa al piacere (Manslaughter), regia di Cecil B. DeMille (1922)
- The World's Applause, regia di William C. deMille [1923)
- Changing Husbands, regia di Paul Iribe e Frank Urson (1924)
- Il club degli scapoli (The Night Club), regia di Paul Iribe e Frank Urson (1925)
- Le Roi des aulnes, regia di Marie-Louise Iribe (1930)

### Regista
- Changing Husbands, co-regia di Frank Urson (1924)
- Raimondo, il cane e la giarrettiera (Forty Winks), co-regia di Frank Urson  (1925)
- Il club degli scapoli (The Night Club), co-regia di Frank Urson (1925)

### Aiuto regista
- Il letto d'oro (The Golden Bed), regia di Cecil B. DeMille (1925)

### Attore
- Great Men Among Us, regia di William Parke (1915)